# Cyclophosphamide
Le cyclophosphamide (commercialisé sous le nom d'endoxan par les laboratoires Baxter) est une molécule anticancéreuse utilisée dans le traitement du cancer du sein et de l'ovaire, de certains cancers du poumon mais aussi du neuroblastome, du lymphome et du myélome multiple. C'est aussi un immunosuppresseur. Il fait également partie des chimiothérapies CHOP et ACVBP utilisées notamment en hématologie dans le traitement des lymphomes. Il fait partie de la famille des agents alkylants, c'est-à-dire qui agissent en ajoutant des groupements alkyles à l'ADN, rendant ainsi sa réplication impossible.
Il s'agit d'une substance proactive, c'est-à-dire qu'il doit être métabolisé pour pouvoir exercer son effet antitumoral. Chez l'Homme, cette activation se déroule principalement dans le foie par l'intermédiaire du cytochrome P450 2B6.
L'exposition à cette chimiothérapie est un facteur de risque de développer un cancer de la vessie.
Il fait partie de la liste des médicaments essentiels de l'Organisation mondiale de la santé (liste mise à jour en avril 2013).

## Historique
Les « gaz moutarde » ont été utilisés durant la Première Guerre mondiale. Des médecins ont observé l'action de ces gaz sur la moelle osseuse et leurs propriétés immuno-suppressives. Les moutardes à l'azote ont ensuite connu un développement clinique en particulier en cancérologie dont le cyclophosphamide est le principal représentant. Il a été intégré de longue date dans des protocoles.
Le cyclophosphamide (commercialisé sous le nom Endoxan) est un agent alkylant synthétisé par Brock et al. en 1958 .

## Mécanisme d'action
Il fait partie de la famille des agents alkylants, c'est-à-dire qui agissent en ajoutant des groupements alkyles à l'ADN, rendant ainsi sa réplication impossible.

## Indications
- granulomatose avec polyangéite[7] (anc. granulomatose de Wegener)
- artérite de Takayasu[8]
- granulomatose éosinophilique avec polyangéite (anc. syndrome de Churg-Strauss)[9]
- lymphomes B, leucémie lymphoïde chronique
- purpura thrombotique thrombocytopénique
- Myopathies inflammatoires (dermatomyosites, sclérodermies)